# Klosterfriedhof Chorin

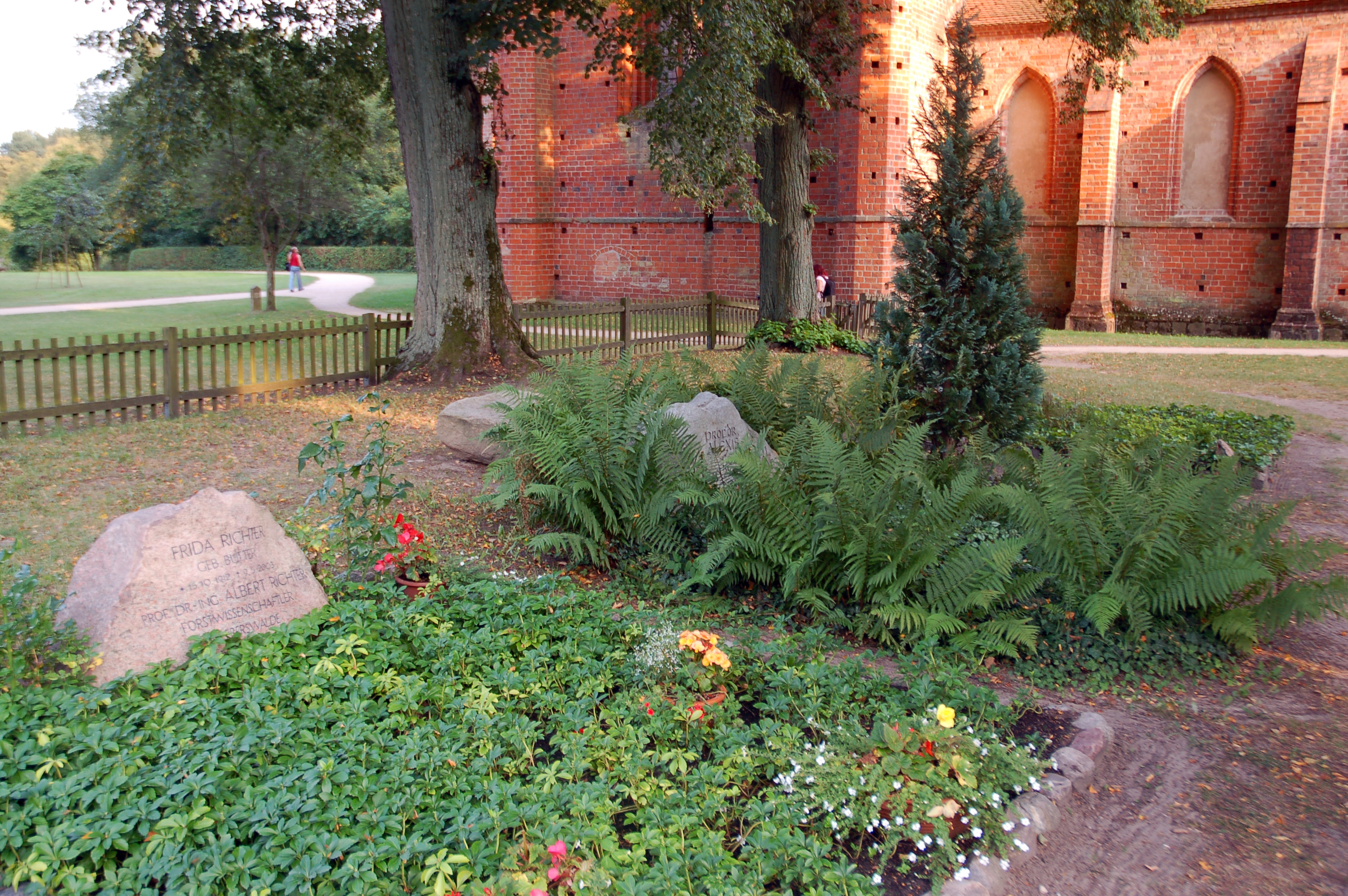
Östlicher Abschluss des Friedhofes, hier die Gräber von Albert Richter und Alexis Scamoni

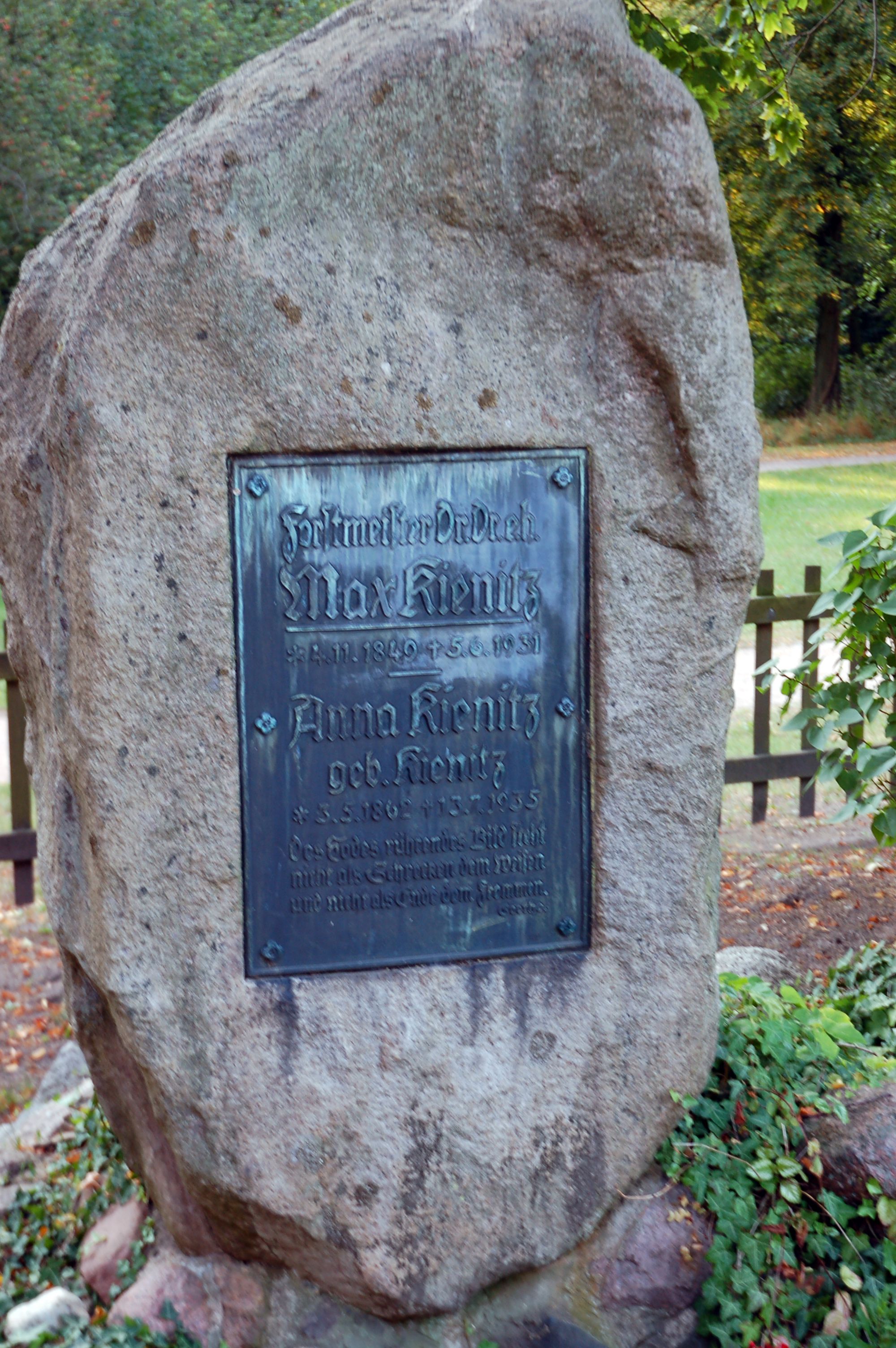
Grabstein von Max Kienitz

Der Klosterfriedhof Chorin ist ein kleiner Friedhof beim Kloster Chorin in Brandenburg. Der Friedhof dient seit 1281 als Grablege. Dieser Friedhof gehört neben dem Waldfriedhof Eberswalde zu den bedeutendsten Ansammlungen forstlicher Grabstätten in Deutschland.

## Lage
Der Friedhof befindet sich unmittelbar nördlich angrenzend an die Klosterkirche Chorin. Er erstreckt sich über rund 50 m in Ost-West-Ausrichtung sowie 40 m in Nord-Süd-Richtung. Er beherbergt etwa 50 Gräber, davon mehr als die Hälfte von Forstleuten.

## Geschichte
Bereits zur Zeit der Nutzung des Klosters durch die Zisterzienser-Mönche von 1273 bis 1542 befand sich der Klosterfriedhof an gleicher Stelle. Das einzige vierbahnige Großfenster von Chorin befindet sich an der Giebelwand des Nordquerhauses, direkt zum Friedhof hin. Den Mönchen brachte diese große Wandöffnung eine Lichtfülle göttlicher Gegenwart und den auf dem Friedhof Bestatteten eine ausgehende Gebetswirkung über ihre Gräber. Auf dem früheren Friedhof lagen neben Mönchen und Konversen auch Laien, die sich durch Stiftungen oder Vermächtnisse ein Liegerecht erworben hatten. Äbte, askanische Markgrafen und wenige Adlige wurden in der Abteikirche selbst beigesetzt. Die Friedhofskapelle befand sich etwa auf Höhe des Querhauses. Bis 1334 gelangten Laien durch ein Portal im vierten Joch von Westen gerechnet in die Kirche, dieses befand und befindet sich auf Friedhofsgelände. 1372 ist direkt östlich an den Friedhof angrenzend ein Hospital errichtet worden. Dieses war Ersatz für das Barsdiner Hospital in Oderberg. Die Askaniergräber in der direkt südlich anschließenden Klosterkirche wurden 1883 bei Grabungen entdeckt. Die damalige Identifizierung ist sehr wahrscheinlich falsch. Grüfte wurden sowohl im Chor der Kirche als auch unter der Fürstenempore gefunden. Sogar im Fürstensaal, der nicht mehr zur Kirche gehört, wurden Grüfte mit Verstorbenen freigelegt. Die erste der Fürstengrablegungen wurde 1281 vorgenommen, um welche es sich handelt, ist nicht überliefert. Dieses Jahr kann als Beginn der Grablegung angesehen werden, frühere Datierungen auf dem Klosterfriedhof können vermutet werden, sind aber nicht überliefert.
Der Friedhof wurde wahrscheinlich in der frühen Neuzeit durchgehend benutzt. Auf ihm wurden kurfürstliche und königliche Amtmänner sowie Forstbedienstete beigesetzt.
Die Lage dieses Friedhofes in einer solch kleinen Gemeinde ist durch die Tatsache bedingt, dass Wilhelm Pfeil 1830 die Verlegung der Forstakademischen Lehrstätte von Berlin nach Neustadt Eberswalde erwirkte. Chorin war eine der Lehrforsten der damaligen „königlich preußischen Höheren Lehranstalt zu Neustadt Eberswalde“. Seit 1861 war die Forstverwaltung für das ehemalige Kloster Chorin zuständig und das Abthaus des Klosters wurde zum Dienst- und Wohnsitz der Choriner Oberförster. Die Lehroberförsterei Chorin hat bis heute eine herausragende Bedeutung für Forstwissenschaft und Forstwirtschaft, weshalb Klosterfriedhof und zahlreiche Gedenksteine im Forst Chorin von Forstleuten aus der ganzen Welt besucht werden.
Der Klosterfriedhof dient heute als Grablege für Bewohner der Straßen Amt Chorin und Theerofen sowie der Bewohner der in der Gemeinde Chorin gelegenen Revierförstereien.

## Gräber

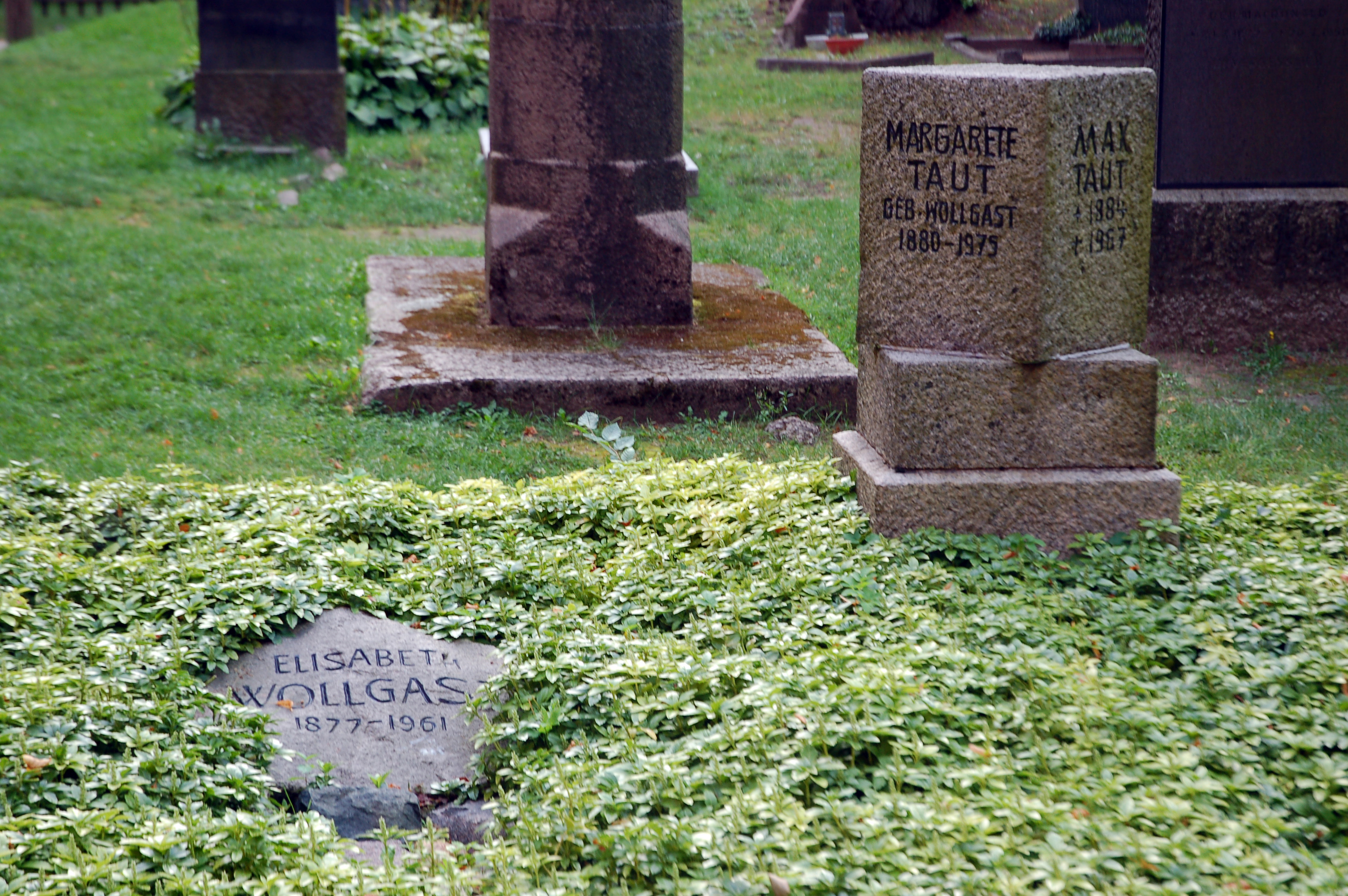
Grab von Max und Margarete Taut und ihrer Familie.

Am Rand des Friedhofs befindet sich ein Denkmal für die im Deutsch-Französischen Krieg 1870/71 gefallenen Forstleute. Dieses Denkmal wurde 1872 von ihren Kommilitonen gestiftet. Auf der Rückseite befindet sich dazu die Angabe: „Den braven im Kriege gegen Frankreich für König und Vaterland gefallenen Forstmännern gewidmet von den Commilitonen, Chorin im Jahre 1872“.
Der älteste erhalten gebliebene Nachweis forstlicher Einzelgräber ist die Grabtafel des Königlichen Hegemeisters Louis Bast, welche bei Aufräumarbeiten auf dem Friedhof gefunden wurde. Weiterhin sind die Gräber von Wilhelm Seeger, Wilhelm Raatz, Max Kienitz, Alfred Dengler, Alexis Scamoni, Albert Richter oder Egon Wagenknecht auf dem Friedhof zu finden. Auf dem Klosterfriedhof ruhen 28 namentlich bekannte Forstleute.
Der 1967 verstorbene Architekt Max Taut wurde von West-Berlin nach Chorin überführt und auf dem Klosterfriedhof beigesetzt. Tauts Frau stammte aus Chorin, Taut selbst lebte mehrere Jahre hier; in der Grabstätte wurden auch seine Frau und mehrere Familienangehörige beigesetzt.

## Gedenkstätten im Choriner Wald
Neben den Grabmälern gibt es in den Wäldern des Choriner Forsts zahlreiche Gedenksteine für verdienstvolle Forstleute. Der bedeutendste davon ist der originale „Pfeils Garten“. Pfeils Garten ist 1830 als Versuchskamp entstanden, hat eine Größe von 600 m² und ist noch heute von einer kleinen Steinmauer umgeben. 1861/62 entstand als Nachfolger der Forstgarten von Chorin unmittelbar neben der Klosterruine. Pfeils Garten wurde bis 1900 zur Forstpflanzenanzucht benutzt. Ein weiterer „Pfeils Garten“ in Eberswalde war der Vorläufer des Forstbotanischen Garten Eberswalde. Als weitere forstliche Gedenkstätten sind im Choriner Wald die Gedenksteine für Max Kienitz, Wilhelm Bando und Hugo Conwentz sowie der Weber-Stein, der drei Generationen der Familie Weber ehrt, zu finden. Nach Erhard Hausendorff wurde der Hausendorffweg im Revier Senftenthal benannt. Von Chorin führt der Dengler-Weg etwa 1,5 km bis zum Dengler-Stein, in deren Nähe sich der Olberg-Weg, welcher Richtung Plagefenn quer durch den Choriner Forst führt, wo sich der Olberg-Stein befindet. Die Scamoni-Eichen befinden sich ebenfalls im Forst Chorin.